# آخرین مبارز ستاره‌ای
آخرین مبارز ستاره‌ای (انگلیسی: The Last Starfighter) فیلمی در ژانر علمی–تخیلی، اکشن و ماجراجویی به کارگردانی نیک کسل است که در سال ۱۹۸۴ منتشر شد.

## بازیگران
- لنس گست
- رابرت پرستون
- کاترین ماری استوارت
- دن اوهرلیهی
- نورمن اسنو
- باربارا بوسون
- پیتر نلسن
- ویل ویتون
- سوزان اسنایدر
- جفری بلیک